# Fred Merkel
Fred Merkel (ur. 28 września 1962 roku w Stockton w stanie Kalifornia) – amerykański motocyklista.

## Kariera
Fred karierę rozpoczął w roku 1981, w amerykańskich mistrzostwach motocyklowych, w kategorii 250 cm³. W latach 1984–1986 Amerykanin sięgał po tytuł w zawodach AMA Superbike. W 1984 roku (wraz z Mikiem Baldwinem) zwyciężył również w prestiżowym wyścigu długodystansowym – 8h Suzuka.
W latach 1988-1989 Amerykanin jako pierwszy w historii został mistrzem świata Superbike'ów. Na motocyklu Honda zwyciężył łącznie w pięciu wyścigach oraz czterokrotnie startował z pole position. W sezonie 1989 Markel zadebiutował w MMŚ. Wziął udział łącznie w trzech wyścigach, o GP Narodów, Francji oraz Wielkiej Wielkiej. Jedynie na brytyjskim torze Donington Park dojechał do mety, plasując się na jedenastym miejscu.
W 1991 zwyciężył w trzech wyścigach, jednakże tym razem w klasyfikacji generalnej znalazł się dopiero na 6. pozycji. Rok później w zaledwie jednym wyścigu (we Francji) dojechał na podium, plasując się na trzeciej lokacie. Zdobyte punkty sklasyfikowały go na 8. miejscu. Startował także we włoskich mistrzostwach, w których sięgnął po tytuł mistrzowski.
Lata 1992-1993 Amerykanin spędził na starach na motocyklu Yamaha. Były to zdecydowanie słabsze sezony dla Merkela, który ostatnie podium w karierze odnotował w drugim wyścigu w Austrii (drugie miejsce). Zmagania zakończył odpowiednio na 13. i 11. pozycji w klasyfikacji generalnej. Po 1993 roku Fred wycofał się z mistrzostw.
Po poważnym wypadku na torze Firebird International Raceway w Chandler, w stanie Arizona, definitywnie wycofał się ze sportu. Po zakończeniu kariery przeprowadził się do Nowej Zelandii, gdzie mieszka z żoną Carlą oraz synem Travisem (ur. 2009). W 2001 roku został wpisany do "AMA Motorcycle Hall of Fame".